# 塔拉欽

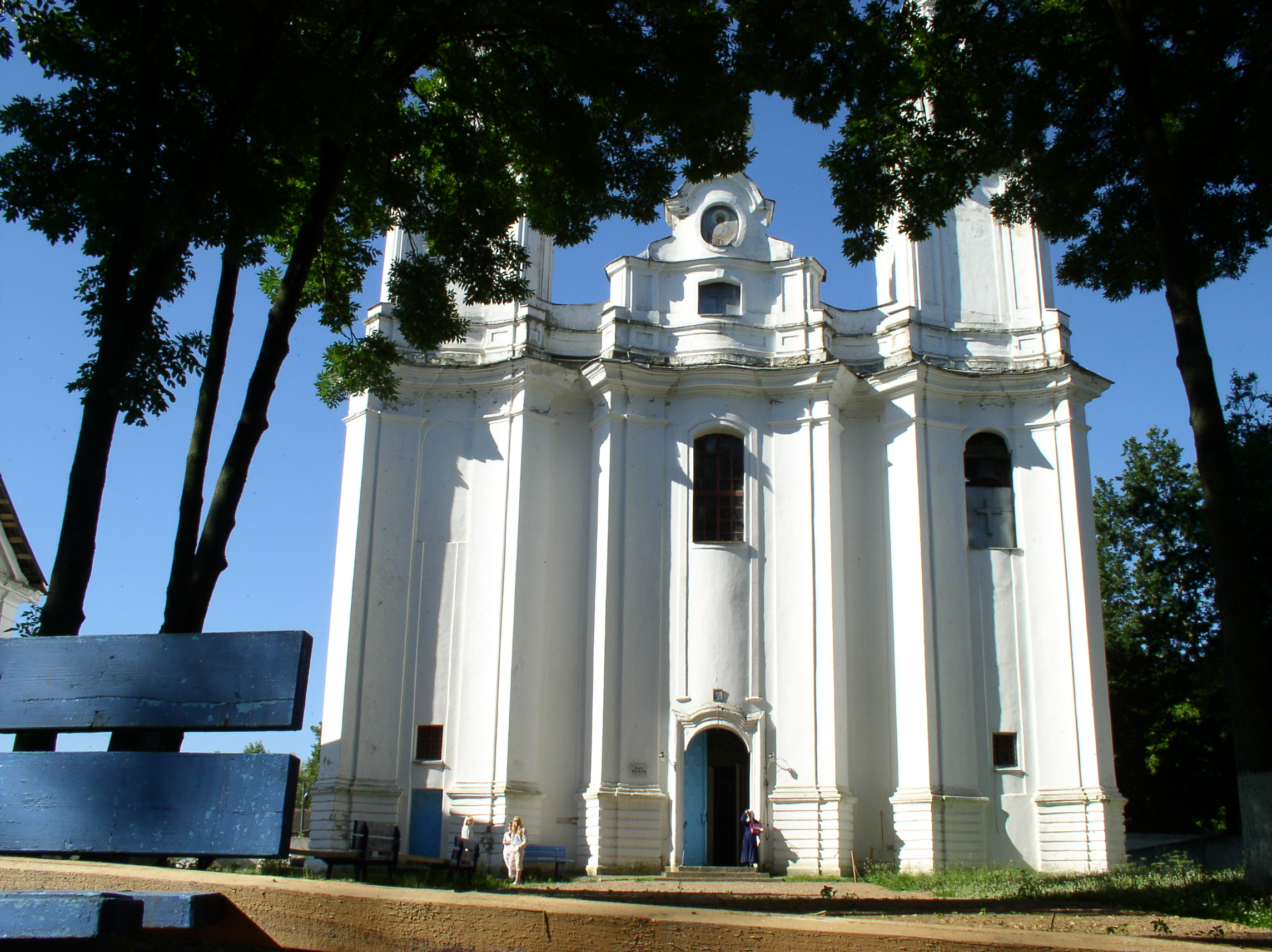

塔拉欽（羅馬化：Talačyn，發音：[taɫaˈtʂɨn]），又按俄语名译为托洛欽（羅馬化：Tolochin），是白俄羅斯東北部維捷布斯克州塔拉欽區内的城市及该区的行政中心，該市位於首府維捷布斯克西南124公里，市內的歷史博物館收藏超過7,500年展品，2009年人口10,155。